# 정순택 (1921년)
정순택(1921년 ~ 2005년 9월 30일)은 북에서 남파한 공작원으로, 비전향 장기수이다.
충청북도 진천군이 고향으로 1948년 상공부 공무원으로 재직 중 월북해 북에서 기술 자격 심사위원회 책임 심사원으로 일했으며 1958년 남파됐다. 체포된 뒤 1989년까지 31년 5개월간 복역하였다.
정씨는 고문에 의한 강제전향이었다는 이유로 1999년 전향 철회를 선언했지만 2000년 9월 1차 북송 대상자에는 포함되지 못한 채 암으로 힘겨운 투병 생활을 했다.
북에 아들 4형제를 두고 있으며, 부인은 1995년경 숨졌다고 알려졌고 아들 4명은 모두 고위직에서 활동하고 있는 것으로 추측된다.
췌장암과 패혈증으로 84세를 일기로 서울 대방동 병원에서 숨졌다. 시신은 2005년 10월 2일 북으로 인계되었다.